# الجبسية
قرية الجبسية وهي قرية تتبع مدينة اللطيفية وتقع في محافظة بغداد وسط العراق.